# Soublecause

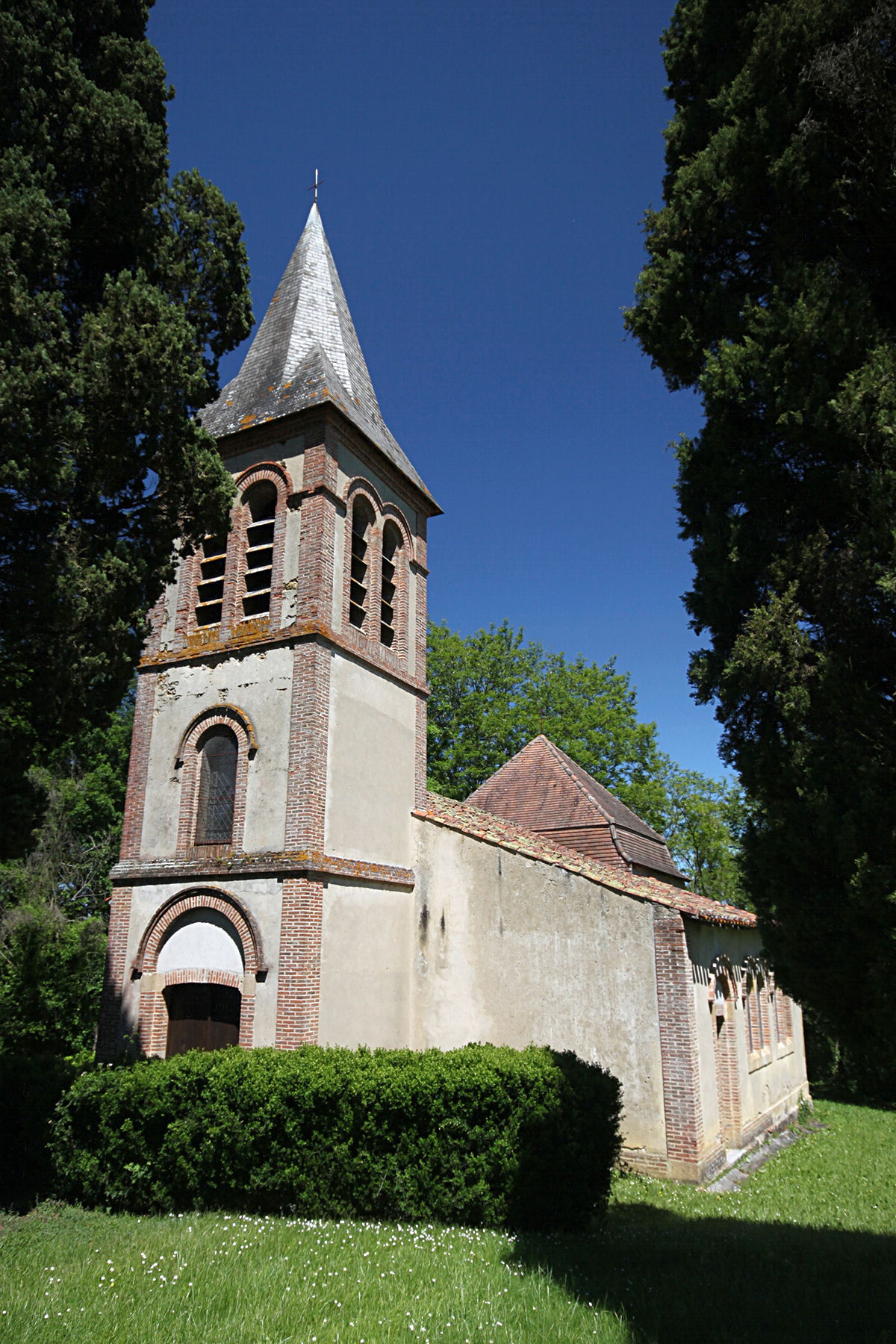
Iglesia de Saint-André de Soublecause, conjunto parroquial de Castelnau-Rivière-Basse

 Soublecause  es una comuna y población de Francia, en la región de Mediodía-Pirineos, departamento de Altos Pirineos, en el distrito de Tarbes y cantón de Castelnau-Rivière-Basse.
Su población en el censo de 1999 era de 175 habitantes.
No está integrada en ninguna Communauté de communes.